# Tiempo de otoño
Tiempo de Otoño (conocido en Argentina como Tiempo de amor) es el nombre del sexto álbum de estudio del cantautor español José Luis Perales, producido por Rafael Trabucchelli† y Danilo Vaona. Fue publicado en 1979 por la discográfica española Hispavox (absorbida completamente por EMI en 1985).
Con este álbum se materializa el anunciado cambio del disco anterior. Se puede apreciar ahora una nueva imagen del cantante, una nueva etapa, un Perales más «urbanizado». De este disco cabe destacar que estuvo entre los preferidos de los españoles durante un año, triunfando también en Suramérica. Las ventas españolas le llevaron a alcanzar el doble disco de platino. Los éxitos de Tiempo de otoño fueron varios, entre ellos están: «Un velero llamado libertad» y «Me Llamas».
Para Argentina en el tema «Me llamas», en la primera estrofa se cambia la palabra «cama» por «mesa».
De este álbum se desprenden cuatro doble sencillo:
- Un velero llamado libertad/Tu país (1980) Edición para Argentina.
- Me llamas/El amor (1980)
- Tú como yo/Un día más (1980)
- Un velero llamado libertad/Si a ti te hubieran dicho (1980)
- Isabel (1980)

## Lista de canciones

### Disco de vinilo
| Lado A |              |          |  |
| N.º    | Título       | Duración |  |
| 1.     | «Me llamas»  |          |  |
| 2.     | «Adrián»     |          |  |
| 3.     | «El amor»    |          |  |
| 4.     | «El soñador» |          |  |
| 5.     | «Isabel»     |          |  |

| Lado B |                              |          |  |
| N.º    | Título                       | Duración |  |
| 1.     | «Un velero llamado libertad» |          |  |
| 2.     | «Si a ti te hubieran dicho»  |          |  |
| 3.     | «Tú como yo»                 |          |  |
| 4.     | «Un día más»                 |          |  |
| 5.     | «Tu país»                    |          |  |

### Casete
| Lado A |              |          |  |
| N.º    | Título       | Duración |  |
| 1.     | «Me llamas»  |          |  |
| 2.     | «Adrián»     |          |  |
| 3.     | «El amor»    |          |  |
| 4.     | «El soñador» |          |  |
| 5.     | «Isabel»     |          |  |

| Lado B |                              |          |  |
| N.º    | Título                       | Duración |  |
| 1.     | «Un velero llamado libertad» |          |  |
| 2.     | «Si a ti te hubieran dicho»  |          |  |
| 3.     | «Tú como yo»                 |          |  |
| 4.     | «Un día más»                 |          |  |
| 5.     | «Tu país»                    |          |  |

### CD
| N.º   | Título                       | Duración |  |
| 1.    | «Me llamas»                  | 4:36     |  |
| 2.    | «Adrián»                     | 3:41     |  |
| 3.    | «El amor»                    | 4:11     |  |
| 4.    | «El soñador»                 | 4:10     |  |
| 5.    | «Isabel»                     | 3:23     |  |
| 6.    | «Un velero llamado libertad» | 3:42     |  |
| 7.    | «Si a ti te hubieran dicho»  | 3:14     |  |
| 8.    | «Tú como yo»                 | 4:24     |  |
| 9.    | «Un día más»                 | 3:30     |  |
| 10.   | «Tu país»                    | 3:30     |  |
| 37:51 |                              |          |  |

## Créditos y personal
- Todas las canciones compuestas por José Luis Perales[1]
- Compañía discográfica: Hispavox[1]
- Productores discográficos:
  - Danilo Vaona: Lado A
  - Rafael Trabucchelli†: Lado B
- Fotografía: J. G. Villalba

### Créditos y personal
- «DISCOGRAFÍA - TIEMPO DE OTOÑO». joseluisperales.net. 2012. Archivado desde el original el 26 de abril de 2012. Consultado el 15 de enero de 2013.

- Datos: Q6146508